# Židovice
Židovice (deutsch Schidowitz) ist eine Gemeinde in Tschechien. Sie liegt 15 Kilometer südlich von Jičín und gehört zum Okres Jičín.

## Geographie
Der Ort befindet sich im Süden des Okres Jičín, an der Bezirksgrenze zum Okres Nymburk. Nachbarorte sind Vršce im Norden, Slavhostice im Nordosten, Žlunice im Osten, Chroustov im Südosten, Dubečno und Nová Ves im Süden, Chotěšice im Südwesten, Běchárky im Westen sowie Běchary im Nordwesten.

## Geschichte
Židovice wurde 1361 erstmals erwähnt. Nach der Ablösung der Patrimonialherrschaften wurde Židovice zur selbständigen Gemeinde im Bezirk Jičin und gehörte zum Gerichtsbezirk Libáň. Die Bewohner lebten vor allem von der Landwirtschaft. Am südlichen Ortsrand befinden sich Reste der früheren Schmalspurbahnstrecke von Kopidlno nach Češov.

## Sehenswürdigkeiten
- Statue des Hl. Johannes von Nepomuk auf dem Dorfplatz.

## Einzelnachweise

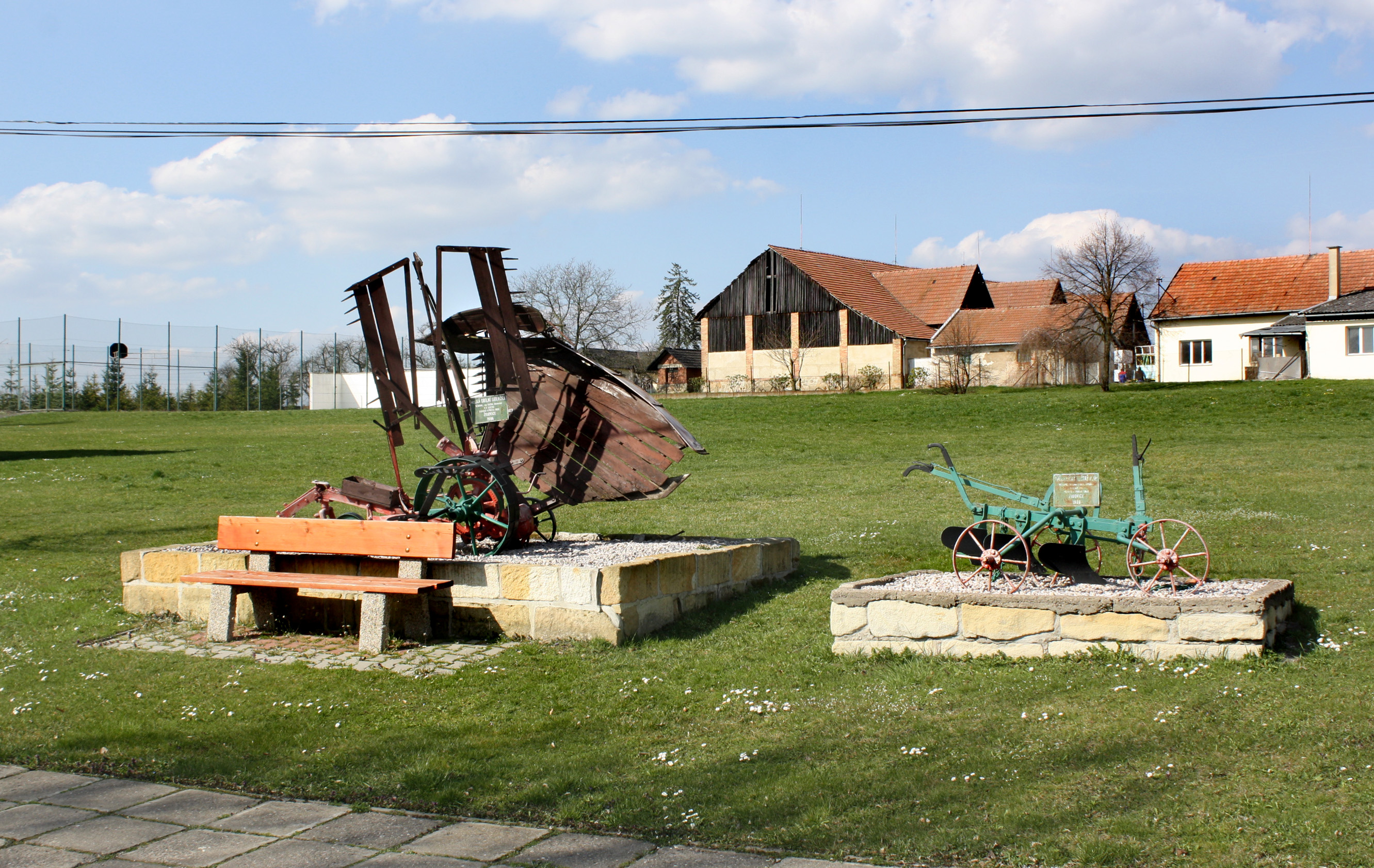
Židovice
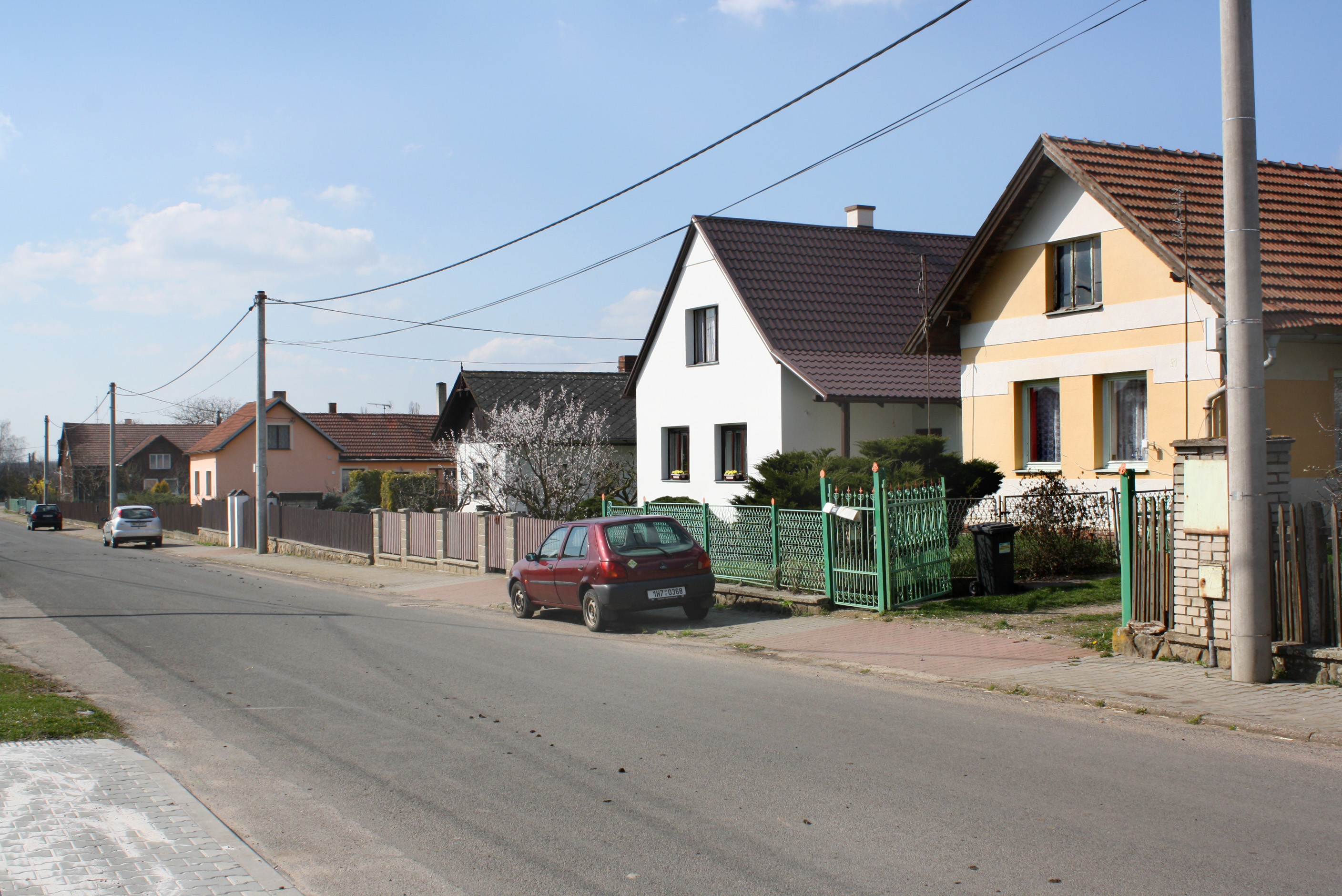
Hauptstraße
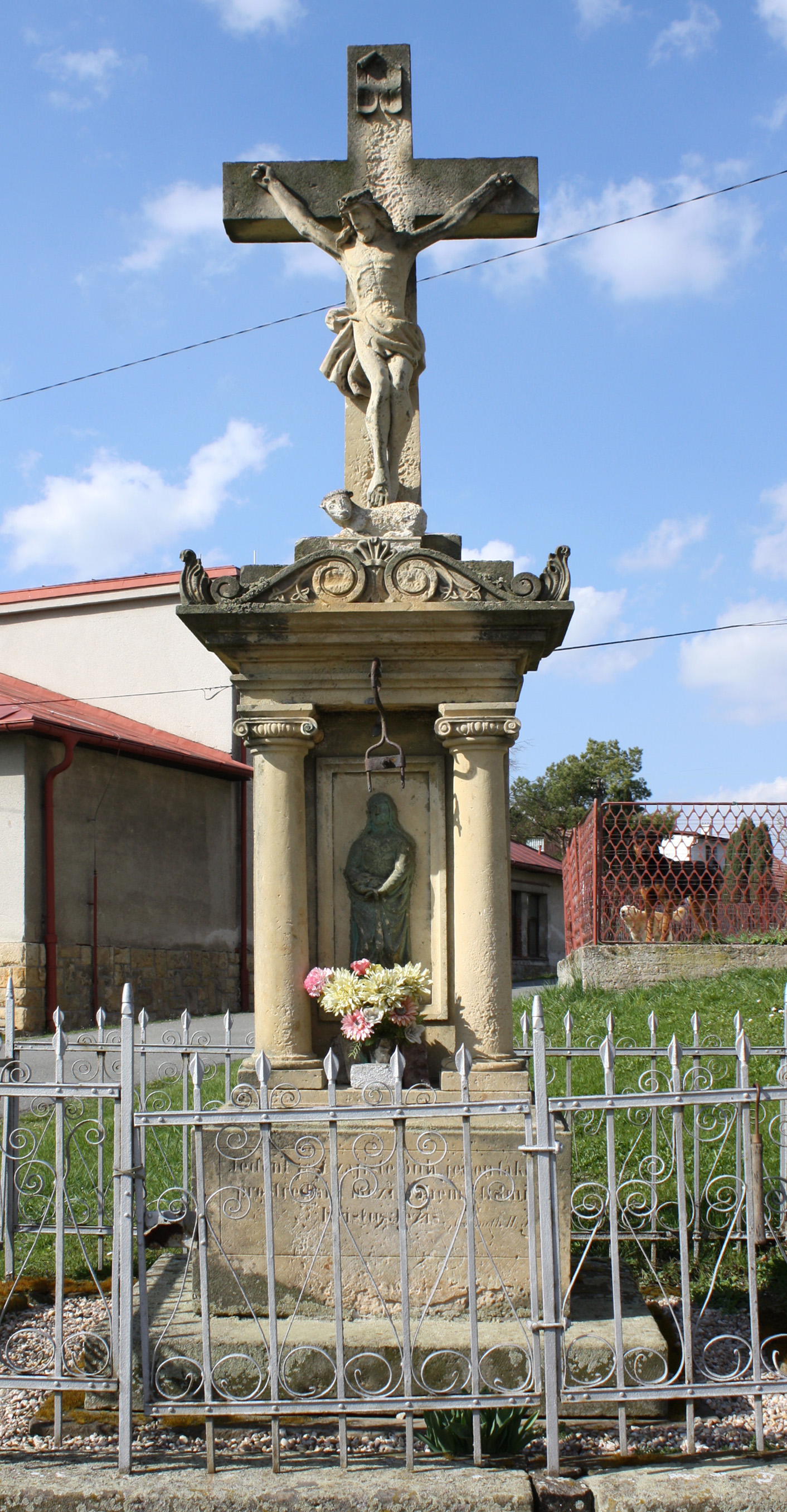
Wegkreuz